# 樊正康

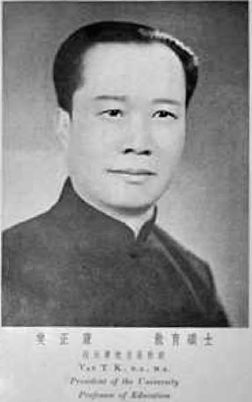

樊正康（？—1972年10月18日）浙江镇海人，曾任沪江大学校长。

## 生平

### 沪江大学校长
1916年，樊正康毕业于沪江大学。后来留学美国哥伦比亚大学，获得硕士学位。此后，他继续在美国攻读博士学位，但在博士答辩前几个月回中国，故未毕业。
回国之后，他曾任华东基督教教育会会长。1925年，出任宁波浸会中学（四明中学的前身）校长。1926年至1946年，担任沪江大学教授。其间，1939年至1946年任沪江大学校长，1928年至1938年担任沪江大学首任中国籍教务长，1929年至1935年担任沪江大学文学院院长，1938年至1945年担任沪江大学附中（上海市北郊高级中学的前身之一）校长。
1938年4月，沪江大学首任中国籍校长刘湛恩遇害身亡。一周之后的4月15日，沪江大学校董会议决成立校务会，任命樊正康为校务会主席，全面负责沪江大学校务。1939年5月，樊正康正式就任沪江大学校长。樊正康本是刘湛恩的副手，樊正康出任校长意味着沪江大学力图维持刘湛恩的“中国化”办学模式。
1937年上海八一三事变发生后，沪江大学校园被日军占领，作为兵营及军用机场辅助设施。幸好此前刘湛恩在上海市中心园明园路真光大楼内创办了城中区商学院，成为沪江大学的栖身之处。樊正康主持校务之后，反对沪江大学放弃独立地位，反对卖出杨树浦校园。他同之江大学、东吴大学、圣约翰大学等校校长及中华基督教教育协会总干事缪秋笙等人商议，临时成立了“基督教大学上海协会”，同时催讨被日军占领的沪江大学校园，同日本交涉沪江大学复校事宜。日军最终同意撤出沪江大学校园并赔偿损失，但不准沪江大学复校。樊正康只好将沪江大学校园内的物品运往城中区商学院，并组织部分外国籍教师入住校园进行看守并修葺。
到1940年，沪江大学已有37个中国教师，15个外籍教师，开设的课程数量及学分基本恢复至1936至1937学年的水平。沪东公社也逐步恢复并发展。
太平洋战争爆发后，日军占领上海租界，教会联合大学解散。1942年1月15日，为免被重庆国民政府视作投敌，沪江大学校董会决定停办沪江大学。自此，樊正康成为已停办的沪江大学的校长。1月21日，沪大同学会（校友会）召开常务委员会议，议决另办“沪江补习学院”，并成立院务委员会，推朱博泉任主席。1月23日，“沪江补习学院”院务委员会召开第一次会议，讨论院长人选。由于樊正康拒绝出任院长，委员会决定让主席朱博泉兼任院长，并推郑章成任院务主任，负责学校的日常事务。不久，“沪江补习学院”改称“沪江书院”，实际成了沪江大学在上海的延续。
1942年4月，沪江大学校董会开会讨论了沪江大学内迁的问题，但未达成一致意见。樊正康也不同意内迁，并拒绝了校董会希望他赴内地调查迁校可能性的提议，留在真光大楼的校长办公室继续当停办的沪江大学的校长。1943年3月23日，沪江大学校董会决议：一，沪江大学自1943年4月1日起“完全停办，并将校务暂为结束”；二，“准樊校长所请给假一年，预付薪贴十二个月”；三，“公推鲍哲庆、于寿椿、金炎青三人为特委，全权办理校长因休假而移交之手续等事宜”。
而在重庆，沪江大学同学会的力量逐步壮大。获知美国方面有意恢复沪江大学的消息后，沪江大学同学会成立了以会长凌宪扬为首的9人委员会，酝酿恢复沪江大学。

### 卸任及其后的生涯
1945年抗日战争胜利后，沪江书院宣布结束，在上海的沪江大学校董会当即恢复活动。1945年8月，沪江大学校董会在八仙桥青年会召开了留沪校董会会议，决定：“自即日起本校恢复沪江大学继续办理”，并“准樊校长销假视事，但其任期只限到全体董事会议为止”，同时“接受沪江书院教职员名单、毕业生与各级学生名单”。
樊正康以沪江书院为基础，开展沪江大学的恢复工作。沪江大学于1945年9月3日登报招生，9月12日和14日两次组织考试，10月1日在圆明园路的真光大楼开学。此时，沪江大学的大学部有学生872人，教职员61人，沪江大学附中则有学生457人，教职员20人。城中区商学院于11月1日开学，有学生300余人。9月13日，沪江大学常务校董会决定樊正康兼任教务长。
1946年2月15日，沪江大学校董会议决聘凌宪扬为代校长，以5个月为（试用）期，同时还批准了樊正康的辞职请求，并且“为酬答樊校长过去对于本校之功绩起见，议决准函请设立人会资助出国考察深造”，沪江大学对其家属的津贴大约等于樊正康一年的薪水。1946年7月4 日，沪江大学校董正式选举凌宪扬为校长。
此后，樊正康离开教育界，参加了1948年成立的中华浸信会全国联会，担任执行干事。1948年2月14日至17日，中华浸信会全国联会在上海怀恩堂召开会议，浸会的主要领袖戚庆才、刘粤声、唐马太、希祝虔（Eugene L. Hill）、樊正康、金炎青、凌宪扬、姜建邦等人与会，当时为神学生的周联华以大会总务的身分列席。此次会议期间，仅为定名“浸礼会”还是“浸信会”便讨论了两天，因为浸会出版社的总干事金炎青牧师来自浙江，浙江采用“浸礼会”，来自两广的刘粤声等人则认为应该用“浸信会”，双方争执不下时，还有人以“信而受浸”而认为可称“信浸会”，最后议决定名为“中华浸信会全国联会”，宗旨为“联合全国各浸信会教会，及省联会，依据圣经全部教训，互相合作，集合人力物力，于国内国外，推广救世福音，导人归主，并促进属于全国性的浸信会事业”。
1948年11月10日至13日，中华浸信会全国联会在上海举行第一届大会，戚庆才牧师担任联会会长，副会长张春江、书记姜建邦、执行干事樊正康，推吴继忠、张春江、李好善、欧慕灵、章长群5人任执委会常务委员。办事处设于上海圆明园路209号。1954年5月，中华浸信会全国联会邀请全国26位负责人在协进大楼举办了座谈会，讨论浸信会深入开展三自革新运动的事宜。1958年后，中华浸信会全国联会停止了活动。
文化大革命中，樊正康遭到冲击，一度被关在自家房屋内的一个小房间中，并被禁止同家人交谈。1972年月10月18日，樊正康因心脏病而在上海逝世。其骨灰仅被允许寄放在江苏无锡，直到1980年代才迁至苏州东山的华侨公墓第二墓区。1990年3月20日，樊正康的妻子李华贤在上海逝世，享年98岁，后来同樊正康合葬。

## 家庭
樊正康的8个子女中，7个子女（樊德咸、樊和咸、樊庆咸、樊贞咸、樊秀咸、樊淑咸、樊敏咸）曾在沪江大学学习，其中樊德咸、樊和咸为双胞胎兄弟，肄业。后面5个人毕业。